# William Knudsen

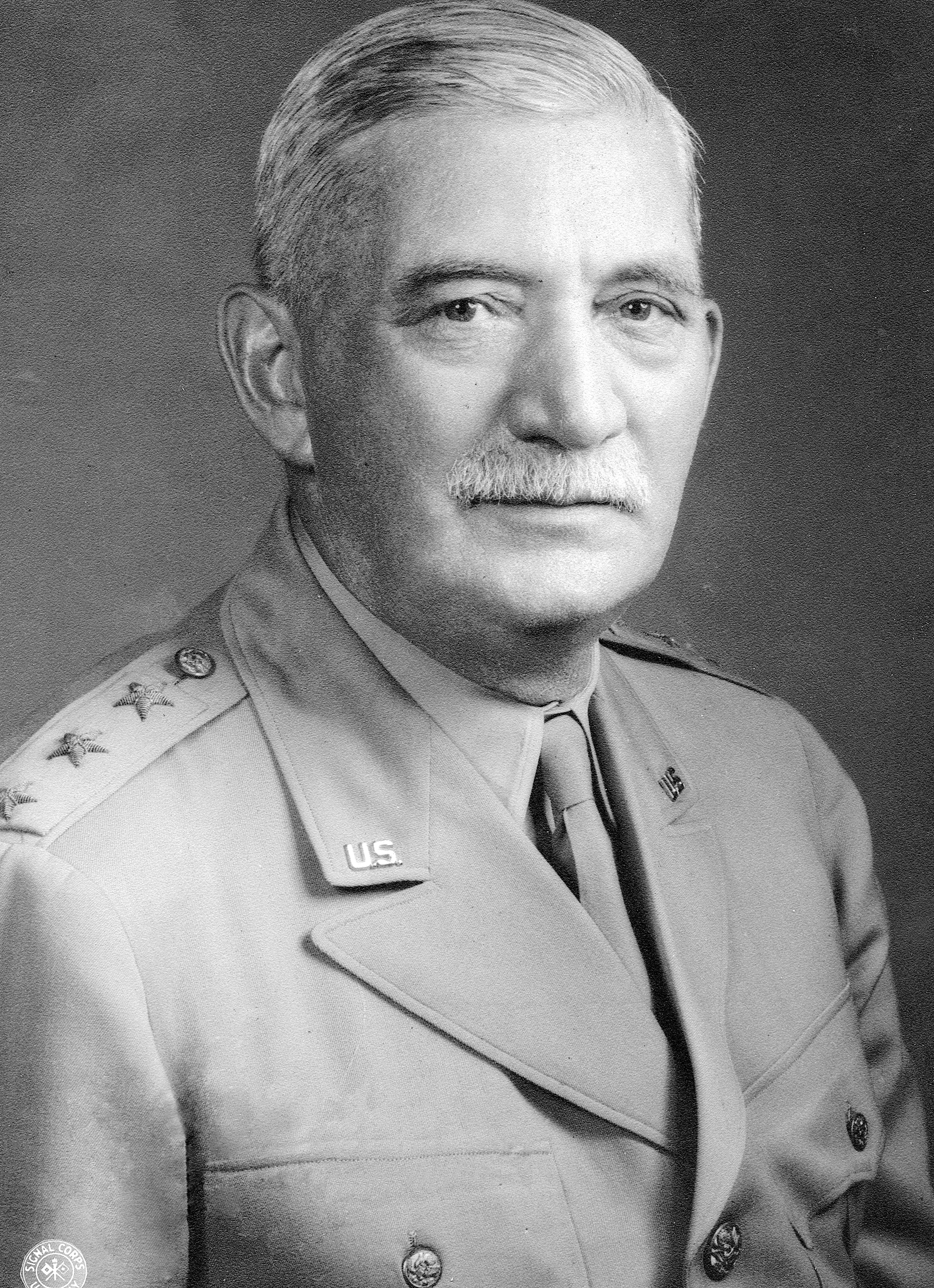
Knudsen som generalllöjtnant i USA:s armé

William Signus Wilhelm Poul Knudsen, född 25 mars 1879 i Köpenhamn, död 27 april 1948 i Detroit, var en dansk-amerikansk industriman.
William Knudsen utvandrade 1899 till USA och erhöll arbete som nitare på ett skeppsvarv i New York. Han fick 1902 en underordnad anställning vid J. R. Keims mekaniska verkstad i Buffalo, där han avancerade till chef 1906. Fabriken köptes 1911 av Fordbolaget, varigenom Knudsen kom i Henry Fords tjänst. 1918 blev han produktionschef hos Ford. Han kunde dock inte finna sig tillrätta under Ford utan övergick 1921 till General Motors. Här blev han 1933 verkställande vicepresident och 1937 president. Denna chefsställning lämnade han 1941 på Franklin D. Roosevelts begäran för att i stället anta befattningen som chef för USA:s krigsproduktionsråd. Han blev därigenom organisatör för hela den amerikanska industrin, i den mån den var inriktad på framställning av krigsförnödenheter. Knudsen donerade betydande belopp till välgörande ändamål.